# Fondation Louis Vuitton
Fondation Louis Vuitton, také Nadace Louise Vuittona, (francouzsky Fondation d'entreprise Louis Vuitton) je budova a multifunkční kulturní středisko vystavěné v Paříži v letech 2008–2014 podle návrhu americko – kanadského architekta Franka Gehryho, spoluautora pražského Tančícího domu. Je umístěna v Boulogneském lesíku, poblíž botanické zahrady Jardin d'acclimatation.

## Historie
S nápadem postavit v Paříži novou budovu galerie moderního umění s využitím i pro další kulturní a společenské akce přišel již v roce 2000 Bernard Arnault, předseda představenstva koncernu LVMH – Moët Hennessy Louis Vuitton. Oslovil architekta Franka Gehryho, podle jehož návrhu byla v Paříži v roce 1994 postavena budova American Center (dnes sídlo filmového muzea Cinémathèque française). Frank Gehry představil svůj ideový návrh budovy se skleněnou fasádou, v níž se zrcadlí obloha, koruny okolních stromů a vodní plocha obklopující stavbu, což vytváří dojem pohybujícího se objektu.
Projekt byl schválen v roce 2006; město Paříž, které vlastní park, udělilo stavební povolení v roce 2007. V roce 2008 započala výstavba, ale v roce 2011 byla stavba pozastavena a následovala řada soudních jednání se sdružením pro ochranu Boulogneského lesíka. Odpůrci si stěžovali, že nová budova naruší zeleň historického parku a budova bude stát příliš blízko veřejné cesty. Město se proti rozhodnutí soudu odvolalo, což podpořil i francouzský architekt Jean Nouvel. Nakonec byl schválen zvláštní zákon (Assemblée Nationale), který stanovil, že projekt budovy Fondation Louis Vuitton je v národním zájmu a "dílo celosvětového významu", což umožnilo ve stavbě pokračovat.
Soukromé muzeum bylo otevřeno pro veřejnost v říjnu 2014, finanční náklady dosáhly výše 143 miliónů dolarů. Spravuje ho nadace Fondation d'entreprise Louis Vuitton (dříve Fondation d'entreprise Louis Vuitton pour la création), po 50 letech přejde do majetku města. Před oficiálním otevřením se zde konala přehlídka dámské módy značky Louis Vuitton pro jaro/léto 2015.

## Popis stavby
Dekonstruktivistickou budovu o celkové ploše 3 500 m² tvoří ocelová konstrukce s dřevěnými nosníky a ocelovými sloupy, nakloněnými všemi směry, kterou zakrývá prosklená obálka, tvořená 12 skleněnými „plachtami“. Uvnitř se nachází 11 galerií, centrální auditorium pro 1000 návštěvníků a restaurační prostory. Součástí stavby obklopené vodními kaskádami jsou 3 venkovní terasy s výhledem na město Paříž a jeho okolí.
Při projektování stavby byl pro modelování jednotlivých dílů použit software 3D Digital Project s projektováním 4D, včetně časů výroby a montáže. Na projektování a výstavbě budovy se podíleli kromě Francie i odborníci různých profesí z dalších evropských zemí. Z České republiky to byly zejména firmy Sipral s dodávkou veškerých skleněných stěn včetně úžasných 12 "plachet"  a FK sevis (protipožární ochrana).
Budova, která připomíná „skleněný oblak“, „obřího stříbrného brouka“ nebo „plachetnici“ se po svém dokončení stala dalším symbolem Paříže, nazývaným „Eiffelovou věží 21. století“.

## Sbírky
Uměleckou ředitelkou Fondation Louis Vuitton je od roku 2006 Suzanne Pagé, dlouholetá ředitelka Musée d'art moderne de la Ville de Paris. Základem sbírek moderního a současného umění nově otevřených galerijních prostorů jsou díla známých umělců (Andy Warhol, Andreas Gursky, Wolfgang Tillmans, Gerhard Richter, Jean-Michel Basquiat, Jeff Koons, Gilbert & George, nebo Adrián Villar Rojas).